# Francesco Saverio Baldinucci
Francesco Saverio Baldinucci (Firenze, 1663 – Signa, 27 agosto 1738) è stato uno storico dell'arte italiano.

## Biografia
Francesco Saverio Baldinucci, figlio di Filippo Baldinucci, nel 1691 fu eletto membro dell'Accademia della Crusca.
Nel 1728 completò l'opera Notizie dei professori del disegno da Cimabue in qua iniziata da suo padre pubblicando gli ultimi tre volumi.

## Opere
- Vite di artisti dei secoli XVII-XVIII